# Vera Valerjevna Lapko
Vera Valerjevna Lapko (belaruszul: Вера Валер'еўна Лапко,  (Minszk, 1998. szeptember 29. –) junior Grand Slam-tornagyőztes fehérorosz hivatásos teniszezőnő.
2014 óta tartó pályafutása során egyéniben és párosban is hét ITF-tornagyőzelmet szerzett. Legmagasabb világranglista helyezése egyéniben a 2018. október 1-én elért 60. helyezés, párosban 2018. május 14-én a 83. helyen állt.
Juniorként megnyerte a 2016-os Australian Open lány egyéni versenyét, párosban két alkalommal játszott döntőt, a 2014-es US Openen és 2015-ben Wimbledonban. A felnőttek között a Grand Slam-tornákon a legjobb egyéni eredménye a 2. kör, amelyig 2018-ban Wimbledonban, valamint a 2018-as és a 2020-as US Openen jutott. Párosban ugyancsak a 2. kör, amelyet a 2021-es Australian Openen ért el.
2015 óta tagja Fehéroroszország Fed-kupa-válogatottjának.

## Junior Grand Slam döntői

### Egyéni

#### Győzelmek (1)
| Év   | Bajnokság       | Borítás | Ellenfél          | Eredmény |
| ---- | --------------- | ------- | ----------------- | -------- |
| 2016 | Australian Open | Kemény  | Tereza Mihaliková | 6–3, 6–4 |

### Páros

#### Elveszített döntők (2)
| Év   | Bajnokság | Borítás | Partner           | Ellenfél                  | Eredmény         |
| ---- | --------- | ------- | ----------------- | ------------------------- | ---------------- |
| 2014 | US Open   | Kemény  | Tereza Mihaliková | İpek Soylu Jil Teichmann  | 7–5, 2–6, [7–10] |
| 2015 | Wimbledon | Fű      | Tereza Mihaliková | Gálfi Dalma Stollár Fanny | 3–6, 2–6         |

## WTA döntői

### Páros
| Összesítés           |                        |
| Grand Slam-torna (0) |                        |
| Tier I (0)           | Premier Mandatory* (0) |
| Tier II (0)          | Premier Five* (0)      |
| Tier III (0)         | Premier* (0)           |
| Tier IV (0)          | International* (0)     |
| Tier V (0)           | Challenger* (0)        |

* 2009-től megváltozott a tornák rendszere. Challenger tornákat 2012-től rendeznek.
 Az egymás mellett azonos színnel jelölt tornatípusok között nincs teljes mértékű megfelelés.

#### Elveszített döntői (4)
|    | Dátum                | Torna                                        | Borítás    | Partner          | Ellenfelek a döntőben            | Eredmény a döntőben | Eredmény a döntőben |
| 1. | 2016. szeptember 24. | Guangzhou International Women’s Open, Kanton | Kemény     | Volha Havarcova  | Asia Muhammad Peng Suaj          | 2–6, 6–7(3)         |                     |
| 2. | 2018. április 15.    | Ladies Open Lugano, Lugano                   | Salak      | Arina Szabalenka | Kirsten Flipkens Elise Mertens   | 1–6, 3–6            |                     |
| 3. | 2018. szeptember 22. | Guangzhou International Women’s Open, Kanton | Kemény     | Danka Kovinić    | Monique Adamczak Jessica Moore   | 6–4, 5–7, [4–10]    |                     |
| 4. | 2018. október 20.    | Luxembourg Open, Luxemburg                   | Kemény (f) | Mandy Minella    | Greet Minnen Alison Van Uytvanck | 6–7(3), 2–6         |                     |

## ITF-döntői (14–10)

### Egyéni: 11 (7–4)
| Díjazás               |
| --------------------- |
| $100,000 torna        |
| $75,000 torna         |
| $50,000/$60,000 torna |
| $25,000 torna         |
| $15,000 torna         |
| $10,000 torna         |

| Borításonként |
| ------------- |
| Kemény (6–0)  |
| Salak (1–4)   |
| Fű (0–0)      |
| Szőnyeg (0–0) |

| Eredmény | No. | Dátum               | Torna                                 | Borítás    | Ellenfél                  | Eredmény         |
| -------- | --- | ------------------- | ------------------------------------- | ---------- | ------------------------- | ---------------- |
| Győztes  | 1.  | 2015. március 2.    | Sarm es-Sejk, Egyiptom                | Kemény     | Markéta Vondroušová       | 7–5, 6–3         |
| Döntős   | 1.  | 2016. június 6.     | Minszk, Fehéroroszország              | Salak      | Anna Kalinszkaja          | 4–6, 3–6         |
| Győztes  | 2.  | 2016. július 18.    | Asztana, Kazahsztán                   | Kemény     | Valerija Szavinih         | 7–6(3), 3–6, 6–4 |
| Döntős   | 2.  | 2017. június 11.    | Staré Splavy, Csehország              | Salak      | Anna Karolína Schmiedlová | 4–6, 5–7         |
| Győztes  | 3.  | 2017. augusztus 13. | Landisville, Egyesült Államok         | Kemény     | Anna Karolína Schmiedlová | 4–6, 6–4, 7–6(4) |
| Győztes  | 4.  | 2017. október 1.    | Clermont-Ferrand, Franciaország       | Kemény (f) | Bibiane Schoofs           | 6–4, 6–4         |
| Győztes  | 5.  | 2018. május 5.      | Himki, Oroszország                    | Kemény (f) | Anasztaszija Potapova     | 6–1, 6–3         |
| Győztes  | 6.  | 2018. május 20.     | Saint-Gaudens, Franciaország          | Salak      | Quirine Lemoine           | 6–2, 6–4         |
| Döntős   | 3.  | 2022. január 16.    | Vero Beach, Amerikai Egyesült Államok | Salak      | Sophie Chang              | 1–6, 6–1, 2–6    |
| Döntős   | 4.  | 2022. augusztus 14. | Radom, Lengyelország                  | Salak      | Çağla Büyükakçay          | 1–4, feladta     |
| Győztes  | 7.  | 2022. október 30.   | Trnava, Szlovákia                     | Kemény (f) | Lucie Havlíčková          | 4–6, 7–6(1), 6–2 |

### Páros: 13 (7–6)
| Díjazás        |
| -------------- |
| $100,000 torna |
| $75,000 torna  |
| $50,000 torna  |
| $25,000 torna  |
| $15,000 torna  |
| $10,000 torna  |

| Borításonként |
| ------------- |
| Kemény (5–4)  |
| Salak (2–1)   |
| Fű (0–0)      |
| Szőnyeg (0–1) |

| Eredmény | No. | Dátum                | Torna                            | Borítás     | Partner                | Ellenfelek                            | Eredmény         |
| -------- | --- | -------------------- | -------------------------------- | ----------- | ---------------------- | ------------------------------------- | ---------------- |
| Győztes  | 1.  | 2015. március 2.     | Sarm es-Sejk, Egyiptom           | Kemény      | Markéta Vondroušová    | Anna Morgina Caroline Rohde-Moe       | 6–2, 6–4         |
| Döntős   | 1.  | 2015. március 9.     | Sarm es-Sejk, Egyiptom           | Kemény      | Anhelina Kalita        | Prarthana Thombare Jekatyerina Jasina | 4–6, 7–5, [6–10] |
| Döntős   | 2.  | 2016. február 29.    | Mâcon, Franciaország             | Kemény (f)  | Emilie Francati        | Manon Arcangioli Silvia Njirić        | 5–7, 6–7(5)      |
| Döntős   | 3.  | 2016. november 7.    | Minszk, Fehéroroszország         | Kemény (f)  | Ilona Krameny          | Anna Kalinszkaja Nika Shytkouskaya    | 2–6, 3–6         |
| Döntős   | 4.  | 2016. november 14.   | Zawada, Lengyelország            | Szőnyeg (f) | Ilona Krameny          | Justyna Jegiołka Diāna Marcinkēviča   | 4–6, 5–7         |
| Győztes  | 2.  | 2017. február 25.    | Moszkva, Oroszország             | Kemény (f)  | Dajana Jasztremszka    | Bibiane Schoofs Jekatyerina Jasina    | 7–5, 6–3         |
| Győztes  | 3.  | 2017. március 27.    | Croissy-Beaubourg, Franciaország | Kemény (f)  | Polina Monova          | Manon Arcangioli Magdalena Fręch      | 6–3, 6–4         |
| Döntős   | 5.  | 2017. május 6.       | Lleida, Spanyolország            | Salak       | Aleksandrina Naydenova | Andrea Gámiz Georgina García Pérez    | 1–6, 6–4, [8–10] |
| Győztes  | 4.  | 2017. június 25.     | Varsó, Lengyelország             | Salak       | Priscilla Hon          | Katarzyna Kawa Katarzyna Piter        | 7–6(3), 6–4      |
| Győztes  | 5.  | 2017. július 1.      | Toruń, Lengyelország             | Salak       | Anna Morgina           | Miriam Kolodziejová Jesika Malečková  | 6–2, 6–3         |
| Döntős   | 6.  | 2017. július 30.     | Sacramento, Egyesült Államok     | Kemény      | Jovana Jakšić          | Desirae Krawczyk Giuliana Olmos       | 1–6, 2–6         |
| Győztes  | 6.  | 2017. augusztus 6.   | Lexington, Egyesült Államok      | Kemény      | Priscilla Hon          | Hiroko Kuwata Valerija Szavinih       | 6–3, 6–4         |
| Győztes  | 7.  | 2017. szeptember 29. | Clermont-Ferrand, Franciaország  | Kemény (f)  | Cornelia Lister        | Sarah Beth Grey Olivia Nicholls       | 6–4, 6–3         |

## Eredményei Grand Slam-tornákon

### Egyéni
| Grand Slam | Australian Open | Australian Open | Roland Garros  | Roland Garros   | Wimbledon | Wimbledon       | US Open        | US Open           |
| Év         | Eredmény        | Utolsó ellenfél | Eredmény       | Utolsó ellenfél | Eredmény  | Utolsó ellenfél | Eredmény       | Utolsó ellenfél   |
| 2017       | Selejtező (Q2)  | Selejtező (Q2)  | —              | —               | —         | —               | Selejtező (Q2) | Selejtező (Q2)    |
| 2018       | Selejtező (Q2)  | Selejtező (Q2)  | Selejtező (Q1) | Selejtező (Q1)  | 2. kör    | Julia Görges    | 2. kör         | Elise Mertens     |
| 2019       | 1. kör          | Johanna Larsson | 1. kör         | Diane Parry     | 1. kör    | Vang Csiang     | –              | –                 |
| 2020       | –               | –               |                |                 | elmaradt  | elmaradt        | 2. kör         | Julija Putyinceva |

## Év végi világranglista-helyezései
| Év     | 2015 | 2016 | 2017 | 2018 | 2019 | 2020 | 2021 |
| Egyéni | 590. | 318. | 131. | 65.  | 328. | 293. | 366. |
| Páros  | 703. | 283. | 102. | 97.  | 221. | 304. | 235. |